# Uniforme continuïteit
In de wiskunde heet een functie uniform continu op een interval als de functie continu is, dus als kleine veranderingen van het argument {\displaystyle x} eveneens kleine veranderingen van het beeld {\displaystyle f(x)} tot gevolg hebben, en er een begrenzing van de mate van die veranderingen is die niet afhangt van de waarde van {\displaystyle x}. Uniforme continuïteit is een globale eigenschap van een functie op een interval, in tegenstelling tot gewone continuïteit die de functie lokaal beschrijft en dus wel afhankelijk mag zijn van {\displaystyle x}.

## Definitie
Een functie {\displaystyle f\colon V\to W} van de metrische ruimte {\displaystyle V} met metriek {\displaystyle d} in de metrische ruimte {\displaystyle W} met metriek {\displaystyle d'} heet uniform continu als er voor elk reëel getal {\displaystyle \varepsilon >0} een getal {\displaystyle \delta >0} bestaat zodanig dat voor alle {\displaystyle x,y\in V} met {\displaystyle d(x,y)<\delta } geldt dat {\displaystyle d'(f(x),f(y))<\varepsilon }.

## Eigenschappen
- Elke uniforme continue functie is continu, maar niet andersom. Zo is {\displaystyle f\colon (0,1)\to \mathbb {R} ;x\mapsto 1/x} wel continu maar niet uniform continu.
- Elke continue functie {\displaystyle f} over een gesloten en begrensd gebied (compactum) {\displaystyle G} is zelf begrensd en uniform continu over {\displaystyle G} (Stelling van Heine-Cantor).
- Elke absoluut continue functie is ook uniform continu.
- Elke lipschitz-continue functie is ook uniform continu.
- Een uniform continue functie beeldt equivalente rijen af op equivalente rijen. Formeel betekent dit dat als {\displaystyle f\colon V\to W} een uniform continue functie is en {\displaystyle (x_{n})_{n}} en {\displaystyle (y_{n})_{n}} twee equivalente rijen, {\displaystyle (f(x_{n}))_{n}} en {\displaystyle (fy_{n}))_{n}} ook equivalent zijn. Het tegendeel wordt vaak gebruikt om aan te tonen dat een functie niet uniform continu is. Let wel op, als een functie {\displaystyle f} twee equivalente rijen afbeeldt op twee equivalente rijen, geeft dit geen uitsluitsel over het uniform continue karakter van {\displaystyle f}
- Een uniform continue functie beeldt een cauchyrij af op een cauchyrij.
- De samenstelling van uniform continue functies is opnieuw uniform continu.